# Rupià (kommunhuvudort)
Rupià är en kommunhuvudort i Spanien.   Den ligger i provinsen Província de Girona och regionen Katalonien, i den östra delen av landet, 600 km öster om huvudstaden Madrid. Rupià ligger 50 meter över havet och antalet invånare är 210.
Terrängen runt Rupià är platt åt nordost, men åt sydväst är den kuperad. Runt Rupià är det ganska tätbefolkat, med 139 invånare per kvadratkilometer. Närmaste större samhälle är Girona, 16,2 km väster om Rupià. Trakten runt Rupià består till största delen av jordbruksmark.